# LittleBigPlanet 3
LittleBigPlanet 3 ist ein Jump ’n’ Run und wurde von Sumo Digital für die PlayStation 3 und die PlayStation 4 entwickelt. Es wurde weltweit zwischen November und Dezember 2014 veröffentlicht und ist das dritte Spiel der LittleBigPlanet-Hauptserie. Das Spiel wurde auf Sonys E3 Konferenz am 9. Juni 2014 zum ersten Mal angekündigt. Es wurde hauptsächlich von Sumo Digital mit der Hilfe von XDev entwickelt, wobei Media Molecule als Unterstützung diente.
LittleBigPlanet 3 erhielt zum Release durchweg gute Rezensionen. Kritiker lobten die Optik, den „Erschaffungsmodus“ und die neuen Spielelemente, wie zum Beispiel die neuen Charaktere. Ein großer Kritikpunkt waren jedoch die technischen Fehler.
Am 7. Februar 2017 war LittleBigPlanet 3 für die PlayStation 4 als Teil des PlayStation Plus Abonnements kostenlos bis Ende Februar 2017 erhältlich. Auch ist es das erste PS4-Spiel, das es erlaubte vorherige Patches zu reinstallieren.

## Gameplay
LittleBigPlanet 3 spielt sich ähnlich wie die Vorgänger: LittleBigPlanet und LittleBigPlanet 2. Somit ist es ein Jump ’n’ Run, mit Sandbox-Elementen. Wie bei den anderen LittleBigPlanet-Spielen, liegt das Hauptaugenmerk von LittleBigPlanet 3 vor allem auf dem Erschaffen. Die Spieler können folgendes kreieren:
1. Level
2. Charaktere
3. Objekte
4. Power Ups
5. Werkzeuge
6. Dekorationen
7. Sticker
8. Fahrzeuge

und vieles mehr.
Die Spieler haben auch die Möglichkeit, ihre Kreationen zu Teilen. Das Hauptspielprinzip besteht darin, durch farbenfrohe und dynamische Levels zu reisen und dies, mit der Hilfe verschiedener Charaktere, dem Verwenden von Power-ups, durch Springen, Schwingen, Interagieren mit Schalter und NPCs und dem Greifen und dem Verschieben von Gegenständen. Man kann auch Feinde besiegen, neben der Hauptquest auch verschiedene Nebenquests beenden und Sammelgegenstände, wie Preisblasen, Materialien, Objekte und Gadgets finden.

### Charaktere und Fähigkeiten
LittleBigPlanet 3 beinhaltet, neben Sackboy, drei neue Charaktere, wovon jeder seine eigenen Fähigkeiten hat. OddSock ist ein vierbeiniger Hunde ähnlicher Charakter, welcher schneller als Sackboy ist und Wandsprünge kann. Swoop ist ein Vogel ähnlicher Charakter, welcher frei durch die Level fliegen und leichte Objekte anheben kann. Neben Objekte kann er auch andere Charaktere, ausgenommen vom großen Toggle, in die Luft hochheben. Toggle ist der letzte Charakter, welcher sich in eine große, schwere Version, sowie in eine kleine leichte Version von sich selbst verwandeln kann. Die große Version, auch großer Toggle genannt, ist viel schwerer als Sackboy und kann Plattformen, sowie Druckplatten runterstampfen. Seine kleinere Version wird kleiner Toggle genannt und hat die Fähigkeit schnell auf der Wasseroberfläche zu laufen und durch kleine Löcher gehen. Level Ersteller haben die Möglichkeit den Spielern zu erlauben, mehrere Charaktere während des Spiels zu verwenden. Sackboy hat die spezielle Fähigkeit an Seilen zu klettern.
LittleBigPlanet 3 beinhaltet auch eine kleine Menge an Power-Ups, welche ausgerüstet dir kleine Effekte geben, insgesamt 5 Stück gibt es für Sackboy zu finden.
| Power-Ups     | Eigenschaften |
| ------------- | --- |
| Pumpinator    | Dieser Gegenstand erlaubt es Sackboy, mithilfe einer Art Föhn, Preisblasen und blaue Schwämme an- bzw. wegzusaugen. Er wird von Newton im Tutorial vergeben                                                                        |
| Blinzelball   | Das ist eine Art Stirnleuchte, die es Sackboy erlaubt, kleine Kugeln zu verschießen, wen sie gewisse silberne Flächen berühren, teleportiert sich Sackboy dorthin. Erhältlich im Mangelwald im Level „Risikoraub“                  |
| Hakenhelm     | Dies ist ein Helm, der es Sackboy erlaubt, sich an farbigen Seilen einzuhaken und so Abgründe zu überqueren. Bekommt man von Papal Mache in der Zikkurat im Level „Ausrasten“                                                      |
| Schub-Stiefel | Mit diesen Stiefeln kann Sackboy kurz einen Schub in eine bestimmte Richtung machen und so höher gelegene Orte erreichen. Zur Verfügung gestellt von Pinky Buflooms in der Bunkum Lagune im Level „Der Turm des Maskenherstellers“ |
| Illuminator   | Dies ist eine Taschenlampe, die dunkle Level abschnitte erhellt und Gegenstände In Bilderrahmen manifestiert. Sollte man in Zom-Zoms shop 5 Gegenstände kaufen, gibt er einem die Taschenlampe als Geschenk                        |

Zusätzlich zu den vorgefertigten Power-Ups, haben Levelersteller auch die Möglichkeit, eigene Power-Ups zu erstellen. Es gibt 70 Werkzeuge zusätzlich zu den Werkzeugen aus den Spielen LittleBigPlanet, LittleBigPlanet 2 und LittleBigPlanet PS Vita.

### Abwärtskompatibilität
Alle vorher heruntergeladene Contentpackete aus LittleBigPlanet und LittleBigPlanet 2 können auf die PlayStation-3- und PlayStation-4-Version von LittleBigPlanet 3 übertragen werden. Jedoch ist es nicht möglich von LittleBigPlanet 3 den Story Fortschritt von der PlayStation-3-Version auf die PlayStation-4-Version zu übertragen.

### Nutzer erstellte Level
In LittleBigPlanet 3 können die Spieler jedes von der Community erstellte Level aus Teil 1 und 2 spielen. Die PlayStation-4-Fassung hat verbesserte Grafik und bietet eine Auflösung von 1080p, während die PlayStation-3-Version eine Auflösung von 720p unterstützt.
Während Levelersteller in den vorherigen Spielen drei Layers zum Erstellen von Level zur Verfügung hatten, haben Levelersteller in LittleBigPlanet 3 insgesamt 16 Layers zur Verfügung, auf denen Objekte platziert werden können.
Die Ersteller sind wie immer an ein Thermometer gebunden, jedoch gibt es nun auch ein sogenanntes „Dynamisches Thermometer“, womit man mehr Objekte in ein Level platzieren kann. Auch gibt es nun die Möglichkeit Level „zusammen zu nähen“ und somit mehrere kleinere Levels in ein großes Level zu verwandeln. Somit kann ein Level unendlich groß sein, die einzige Limitierung ist der Speicherplatz auf der PlayStation.

## Geschichte
LittleBigPlanet 3 startet in weißer Leere, in der der Erzähler (Gordon Piedesack), dem Spieler die Steuerung beibringt. Mittendrin unterbricht ihn Newton (Hennes Bender), indem er mit einer seiner Maschine ein Dimensionsloch erstellt, welches Sackboy in eine neue Welt namens „Bunkum“ schickte, wo er Newton trifft. Newton erzählt eine Geschichte, in der Nana Pud drei vor langer Zeit von Helden versiegelte Titanen befreien wird. Das Duo fliegt mit Newtons Luftschiff zum Zuhause von Nana Pud, der „Sticksie-Villa“ und Newton bittet Sackboy die Villa zu infiltrieren, da er noch „Eier kochen müsse“. Als Sackboy das Dach erreicht und Nana Pud, sowie Wächter besiegt hat, taucht Newton auf und erzählt seine wahren Absichten, die Büchse mit den Titanen zu öffnen, um Bunkum kreativer zu machen, außerdem wird klar, dass Nana Pud seine Mutter ist. Newton öffnet die Büchse und die Titanen ergreifen Besitz von Newton.
Nana Pud und Sackboy verbünden sich, als klar wurde, dass auch Sackboy von Newton ausgetrickst wurde und sie beschließen, dass sie die drei Helden erwecken müssen, angefangen im Mangelwald, wo der erste Held liegt. Der Älteste Marlon Brandung hilft Sackboy die drei Murmeln, die im Mangelwald versteckt, zu finden, die gebraucht werden um OddSock zu erwecken, als der Held erweckt wurde, machen sich die zwei auf, um den nächsten Helden Toggle in der Zikkurat zu finden. Auf dem Weg dorthin, werden sie von Newton aufgehalten, der mithilfe eines Titanen versucht Sackboy und Oddsock zu besiegen. Als der Boss besiegt wird, wird er wieder in die Büchse eingesperrt.
Nun in der Zikkurat angekommen treffen die beiden auf Papal Maché, welcher wieder bei den Murmeln hilft. Nun mit dem, sich Größen ändernden, Toggle an der Seite und das neue Ziel in der Bunkum Lagune, werden die drei wieder von Newton aufgehalten, der es wieder mit einem Titanen versucht hat, der wieder eingesperrt wird.
In der Lagune angekommen, werden die drei von Pinky in Empfang genommen, welche den Helden bei den letzten Murmeln hilft, um Swoop zu befreien. Mit allen vier Helden im Gepäck, „besuchen“ die fünf Newton in seinem Quartier, welcher in der Ecke steht und um Gnade fleht, um sackboy zu fangen. Somit mussten die vier Helden Sackboy retten.
Die Helden schaffen es Newton aufzuhalten und Sackboy zu befreien. Wütend entfesselte er den letzten Titanen. Wodurch er wieder die Kontrolle über sich bekam und sein gemeines Verhalten verschwand. Die Sechs schaffen es den letzten Titanen wieder zu verbannen und sprengen dabei auch Newtons Quartier, wodurch sie in ihren bei nahem Tod fallen und in letzter Sekunde von Käpt‘n Pud, Newtons Vater, gerettet wurden. Sie fliegen zurück zur Sticksie-Villa, wo Newton ein neues Portal baut, damit die fünf in die Heimatwelt von Sackboy reisen können.

## Synchronisation
LittleBigPlanet 3 wurde komplett Synchronisiert, während die vorherigen Teile bloß bei Zwischensequenzen Synchronisiert wurden. Die Erzählung wurde wieder von Gordon Piedesack übernommen, über den Rest des deutschen Casts ist nichts bekannt.

| Rolle                    | Englischer Sprecher  | Deutsche Sprecher |
| ------------------------ | -------------------- | ----------------- |
| Erzähler                 | Stephen Fry          | Gordon Piedesack  |
| Newton                   | Hugh Laurie          | Hennes Bender     |
| Oleg                     | Lewis MacLeod        | N/A               |
| Käpt‘n Pud               | Lewis MacLeod        | N/A               |
| Coach Rock               | Tara Strong          | N/A               |
| Vera Oblonsky            | Tara Strong          | N/A               |
| Larry Da Vinci           | Robbie Stevens       | N/A               |
| Dr. Maxim                | Peter Serafinowicz   | N/A               |
| El Jeff                  | Peter Serafinowicz   | N/A               |
| Papal Mache              | Peter Serafinowicz   | N/A               |
| Elena                    | Lorelei King         | N/A               |
| Felica                   | Lorelei King         | N/A               |
| Wache 1+2                | John Guerrasio       | N/A               |
| Gustavo                  | Martin T. Sherman    | N/A               |
| Hauptwache               | Glenn Wrage          | N/A               |
| Hildur                   | Clare Corbett        | N/A               |
| Irene                    | Lucy Newman-Williams | N/A               |
| Marlon Brandung          | Nolan North          | N/A               |
| Nana Pud                 | Susan Brown          | N/A               |
| Pinky Buflooms           | Alix Wilton Regan    | N/A               |
| Victoria von Bathysphere | Judith Sweeney       | N/A               |
| Zom-Zom                  | Simon Greenall       | N/A               |

## Entwicklung
Die Entwicklung von LittleBigPlanet 3 begann 2011, kurz nach Erscheinen von LittleBigPlanet 2. Das Studio Sumo Digital übernahm die Hauptentwicklung, jedoch wurden sie von Media Molecule, zum Start des Projektes, unterstützt. Media Molecule entschied sich LittleBigPlanet 3 nicht zu entwickeln, da sie mit anderen Projekte wie Tearaway und Dreams beschäftigt waren. Media Molecule wollte auch ein wenig von der LittleBigPlanet-Serie „zurücktreten“, sagten allerdings auch, dass sie immer in der Serie involviert bleiben wollen. Zusätzliche Entwickler waren XDev Europe, Tarsier Studios, Supermassive Games, The Station und Testology.
Damian Hosen, der Design Director des Spiels, sagte zu seiner Arbeit mit Media Molecule: „Das war sehr wertvoll für uns. [...] Es war sehr Cool, zu erfahren, was sie gedacht haben, wie das Spiel erstellt wurde, was ihre Visionen waren und welche Limitationen sie sich gesetzt haben.“ Media Molecule stresste Sumo Digital damit, dass die Story ein perfektes Beispiel sein muss, was die Spieler selbst erstellen können. Hosen sagte, dass das Konzept half: „alles ergab Sinn [...] die Teile platzierten sich wie von alleine. [...] Diese persönlichen Einblicke waren vom unschätzbaren Wert, für die Entwicklung.“
Während der Entwicklung, durften 20 Mitglieder der LittleBigPlanet-Community neben Sony XDev arbeiten und Feedback, sowie Verbesserungen der Spielmechanik nennen. Zusätzlich wurde die Öffnungssequenz, welche eine Mischung aus live action Aufnahmen und Visuelleneffekten ist, von UK Studio Carbon Digital produziert. Während der Produzion des Videos „arbeiteten“ Sie mit Sumo Digital „Zusammen“.
Zu Entwicklungsbeginn, waren die Spielbaren Charaktere einfache Silhouetten und die Entwickler erstellten eine Menge an „Platzhalter“, wovon die besten ausgesucht und designt wurden, daraus wurden dann die bekannten Figuren: Oddsock, Toggle und Swoop. (Davor war Sackboy der einzige schon Spielbare Charakter, wenn er auch ein wenig anders aussah.) Oddsocks und Swoops Design wurden schon früh bestimmt und bekamen nur leichte Veränderungen, während der Entwicklung. Wie auch immer war Toggle nur der „große“ Charakter und konnte sich nicht in eine kleinere Version verwandeln. Er wurde dann so überarbeitet, dass die bekannte „Toggle Idee“ zustande kam; ohne diese gäbe es „nicht genug Abwechslung“ der Spielmechanik, für die Spieler. Pete Smith von SCE Worldwide Studios sagte, „die Charaktere müssen das Spiel verändern, komplett personalisierbar sein, zur Welt dazu passen und eine eigene Persönlichkeit besitzen. Ich denke, dass diese drei, eine perfekte Balance erschaffen, ein verworfener Charakter, war der “Sackwurm„ er schaffte es aber nicht lange, bevor er im Papierkorb landete.“
LittleBigPlanet 3 wurde auf der E3 2014 während der Pressekonferenz von Sony Computer Entertainment angekündigt.

## Bewertung
LittleBigPlanet 3 erhielt positive Reviews von dem Kritiker. Das Spiel erhielt eine Bewertung von 80,78 % auf GameRankings basierend auf 50 Reviews und 79/100 auf Metacritic basierend auf 78 Reviews.
Justin Clark von Joystiq gab dem Spiel 4,5 von 5 Sternen und preist das Leveldesign, die Änderung des Tempos, die Verbesserung des Abenteuermodus, die neuen Charaktere und Items, sowie den Hakenhelm, ein neues Power-Up in LittleBigPlanet 3. Er preist außerdem das Benutzerfreundliche und entspannenden Kreativmodus und das Tutorial. Er sagte: „LittleBigPlanet 3 ist die Grundlage, mit der eifrige Köpfchen anfange können, inspirierenden Inhalt zu erbauen“.
Louise Blain von GamesRadar gab dem Spiel 8 von 10 Punkten, pries die Einbeziehung eines Tutorials, die weitläufigen Charaktere und das Innovative Menü. Wie auch immer, sie kritisierte, dass der Abenteuermodus zu kurz war und frustrierende Checkpoints besitzt, sowie einen leicht enttäuschenden vorgefertigten Inhalt hat. Zusammenfassend, fasste sie die Review folgendermaßen ab: „Wundervoll, kreativ und voller gestrickter Freude, LittleBigPlanet 3 enttäuscht wie auch immer mit dem schwachen Inhalt des Abenteuermodus. Dennoch beinhaltet es eine beeindruckende Auswahl an Designwerkzeuge für Level Ersteller.“
Kevin Dunsmore von Hardcore Gamer gab dem Spiel 3,5 von 5 Sternen und sagte:„LittleBigPlanet 3 ist ein liebenswertes und charmantes Spiel, welches sich sein Weg ins Herz der Spieler arbeitet, dies dank der Präsentation und neuen Charakteren. Der “End-Game„ Inhalt ist endlos, dank des Koops, der Levelersteller und Millionen von Community Kreationen, sowie Importe von Level der früheren Spiele, allerdings war Sumo Digital nicht in der Lage, alle Ideen zu verwirklichen.“
Alexa Ray Corriea von GameSpot gab dem Spiel 7 von 10 Punkten. Sie pries den Soundtrack, die neuen Charakter Vorstellungen, die drastische Gameplay Änderung, wenn ein anderer Charakter gesteuert wird, die Freiheit in der Steuerung, die herausfordernde, aber lohnende Level, sowie die Popit Puzzle, welche eine Einführung in den Kreativmodus ist. Jedoch kritisiert sie den geringen nutzen der anderen Charaktere im Abenteuer- sowie Koop-Modus und die Spiel zerstörenden Bugs. Sie sagt: „Der Drang nach Kreativität, wird durch die Kampagne limitiert, aber die überwältigende Präsenz des Kreativmodus bietet grenzenlose Möglichkeiten, die LittleBigPlanet zu prägen.“
Philip Kollar von Polygon bewertete das Spiel mit 7 von 10 Punkten und schrieb: „Trotz des Wechsels zu einem neuen Entwickler Studios hat es große Ideen und das weitäugige Verhalten zeigte das Spiel von seiner besten Seite. Jedoch Verpflichtet es sich nicht auf eine spezielle Weise und geht nicht vollständig auf den neuen Weg, sowie Charakteren ein. Fans von LittleBigPlanet 3 erschaffen sicherlich exzellente Level, aber am ehesten fühlt es sich wie ein Konzept für ein besseres LittleBigPlanet 4 an.“
Chris Carter, Schreiber für Destructoid gab dem Spiel 7,5 von 10 Punkten. Er sagt: „Mit all der Innovation, die Little Big Planet 3 mit Toggle, Oddsock, und Swoop bringt, ist es eine Schande, dass diese ihr können nicht wirklich zeigen könne, da diese das Beste ist, was die Serie in den letzten Jahren hervorgebracht hat. Es wäre schön Sie in einem möglichen Nachfolger wiederzusehen, aber Hardcore LBP Fans haben nun genug kreative Optionen für die nächsten Jahre.“
Chris Schilling von Eurogamer bewertete das Spiel mit 7 von 10 Punkten. Er pries die neuen Inhalte und Verbesserungen sowie das Tutorial vom Kreativmodus an, kritisierte aber die Präsenz von technischen Schwierigkeiten. Schilling fasste seine Review folgendermaßen ab: „Durch Klebeband, anstatt Superkleber zusammengehalten, es besteht die Möglichkeit, dass alles zusammen bricht.“
Lucy O’Brien der IGN gab eine gemixte Review. Sie gab dem Spiel 6.8 von 10 Punkten, sie pries das Design und die Optik, aber kritisierte die „Spiel zerstörenden“ technischen Probleme. O’Brien sagt: „LittleBigPlanet 3 ist ein gigantisches – und manchmal auch widerspenstiges – Spiel. [Sein] Abenteuermodus ist schön designt und die neuen Power-ups, sowie Charakter Fähigkeiten heben sich von Standard-Platforming-Prinzip ab, aber es enttäuscht mit dem limitierten Koop-Modus und vor allem den Vielzähligen Spiel zerstörenden Bugs […] Neueinsteiger mögen davon entmutigt sein, werden aber mit dem Kreation Toolkit überrascht, mit dem Sie enorme und Tief gehende Level erstellen können, dies rechtfertigt erst die Existenz von Little Big Planet 3 komplett.“